# Callicarpe
Callicarpa
Sous-famille
Genre
Les Callicarpes, ou Callicarpa en latin, sont un genre de plantes à fleurs de la famille des Lamiacées. Ce sont des arbustes originaires d'Amérique du Nord ou d'Asie : Chine, Corée, Japon. Les horticulteurs apprécient notamment leurs baies décoratives de couleur rose, violet, mauve, plus rarement blanches, qui sont à l'origine de leur nom vernaculaire d'arbustes ou arbres aux bonbons bien qu'elles ne soient pas comestibles par les humains, car très astringentes.

## Étymologie
Le nom scientifique Callicarpa vient du grec kalli « beau » et karpos « fruit », en référence à la beauté des fruits de cette plante.

## Classification
Ce genre a été décrit pour la première fois en 1753 par le naturaliste suédois Carl von Linné. Il était traditionnellement classé dans la famille des Verbénacées dans la classification de Cronquist, mais les recherches phylogénétiques récentes ont conduit à le positionner dans la famille des Lamiacées.
Le genre comprend environ 150 espèces parmi lesquelles on peut citer :
- Callicarpa americana - Callicarpe d'Amérique : cette espèce est originaire du sud-est des États-Unis (de la Virginie au Texas). C'est un arbuste de 2 m de haut aux feuilles duveteuses au revers argenté. Il porte des petites fleurs mauves en juillet et de gros fruits (4 mm de diamètre) violets en octobre. Il est appelé beautyberry aux États-Unis.
- Callicarpa bodinieri : cette espèce originaire de Chine porte des petites fleurs roses en juillet, groupées en bouquets à l'aisselle des feuilles sur les rameaux de l'année.
- Callicarpa cathayana
- Callicarpa dichotoma
- Callicarpa japonica : cette espèce, originaire du Japon, est un arbuste ramassé, à floraison rose en août. Les feuilles sont colorées en automne, tout en portant des fruits violacés.
- Callicarpa kwangtungensis
- Callicarpa mollis : cette espèce originaire de Chine peut atteindre 3 m de haut. C'est un arbuste au feuilles oblongues, duveteuses au revers. Les fleurs roses et sont suivies de fruits lilas.
- Callicarpa rubella : cet arbuste donne des fruits roses et peut atteindre 3 m de haut.

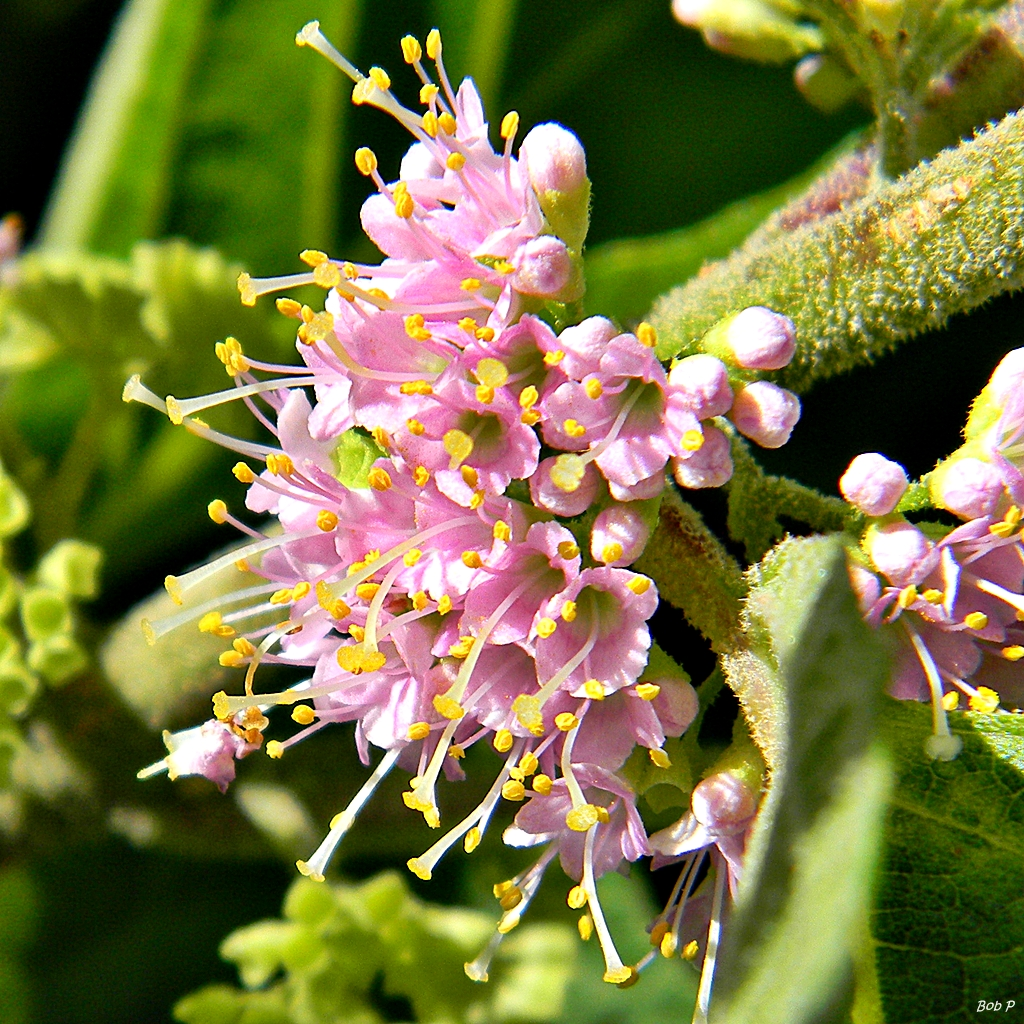
Callicarpa americana, fleurs.
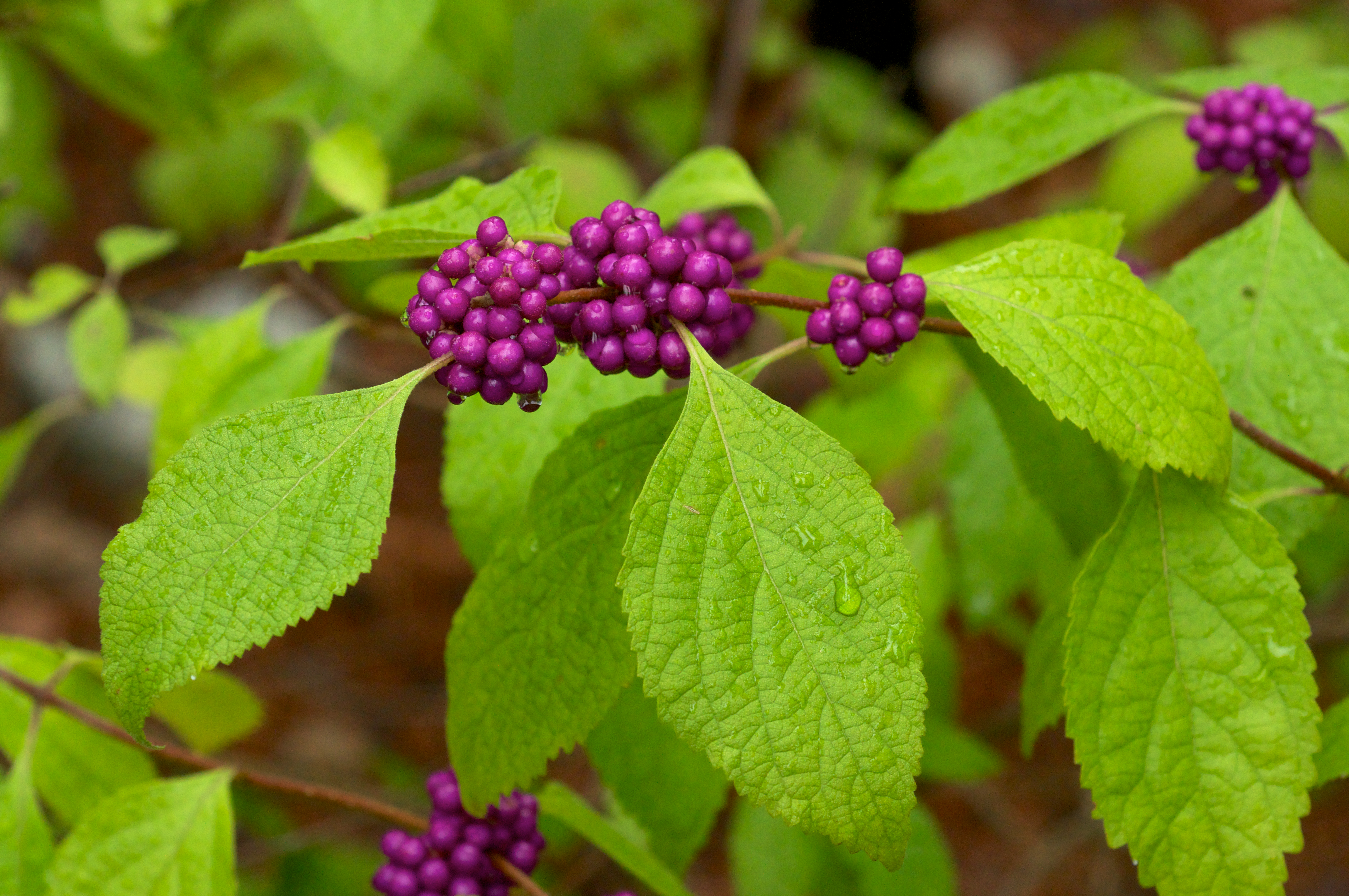
Callicarpa americana, baies.
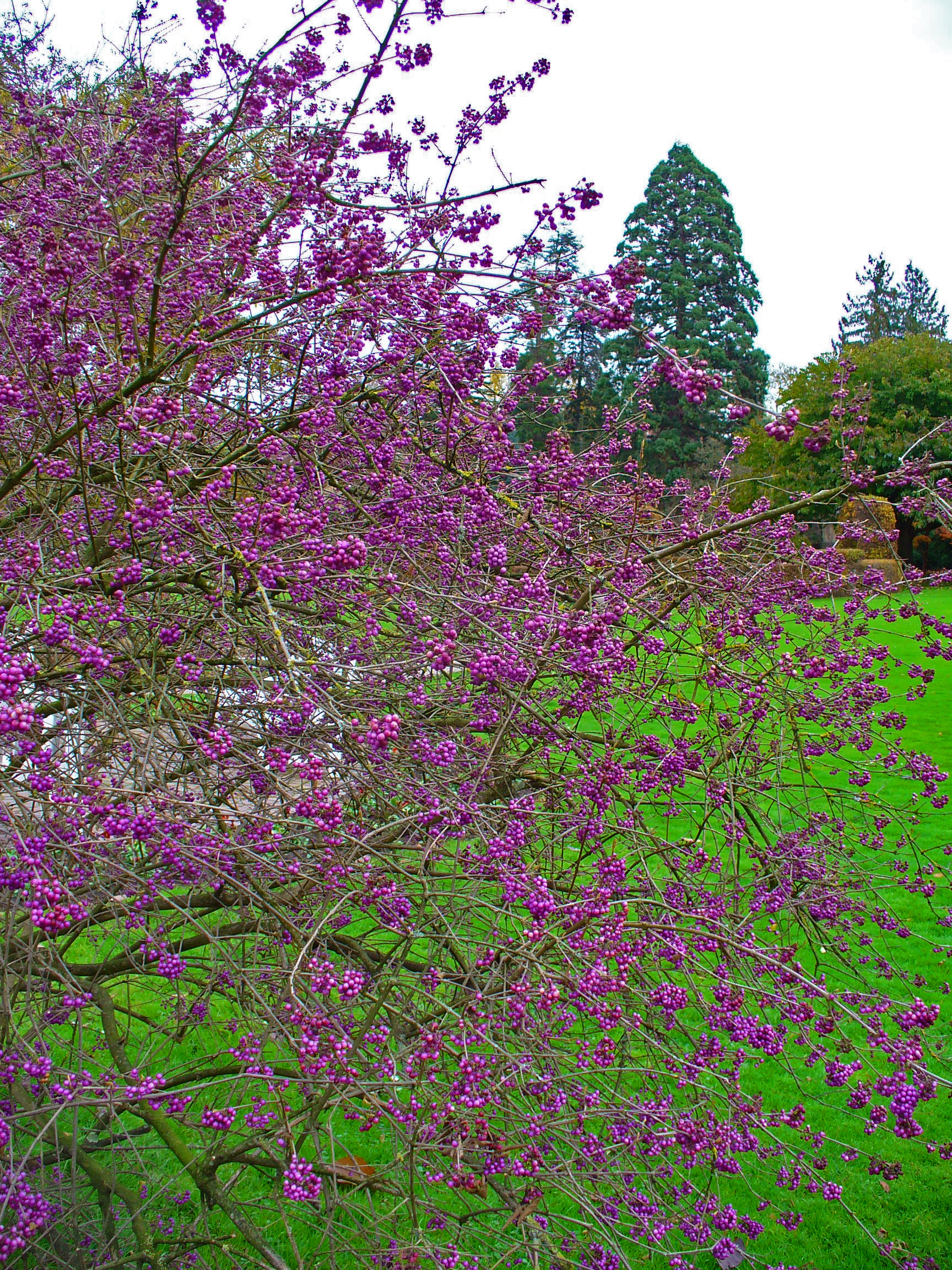
Callicarpa bodinieri, aspect général en automne.
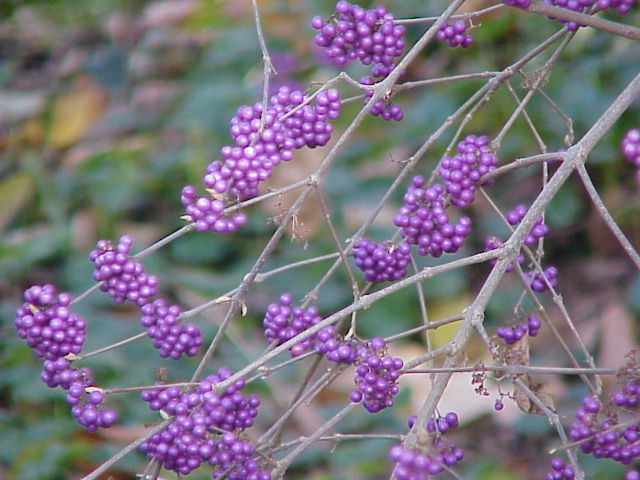
Callicarpa bodinieri, baies.
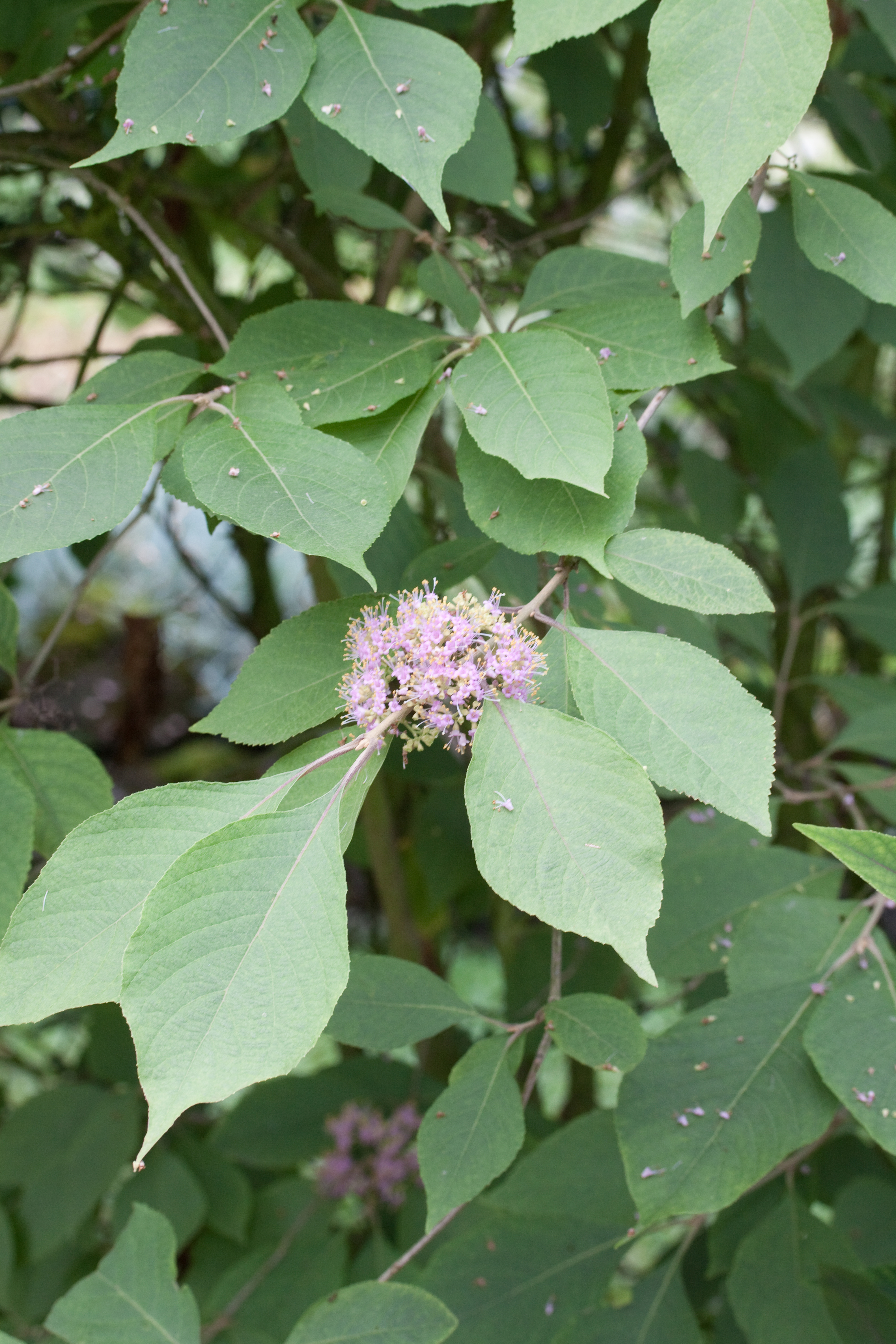
Callicarpa cathayana, fleurs.
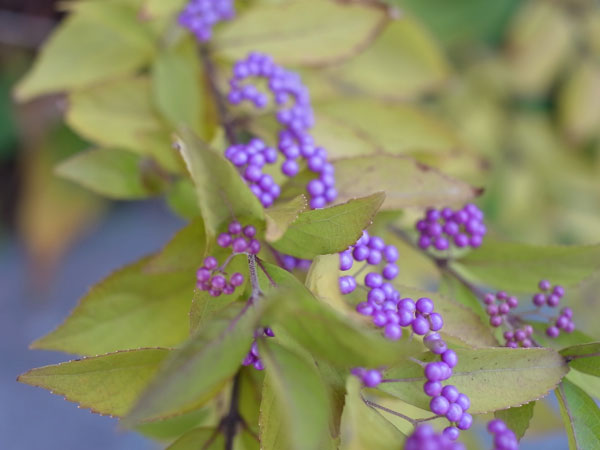
Callicarpa dichotoma, fruits.
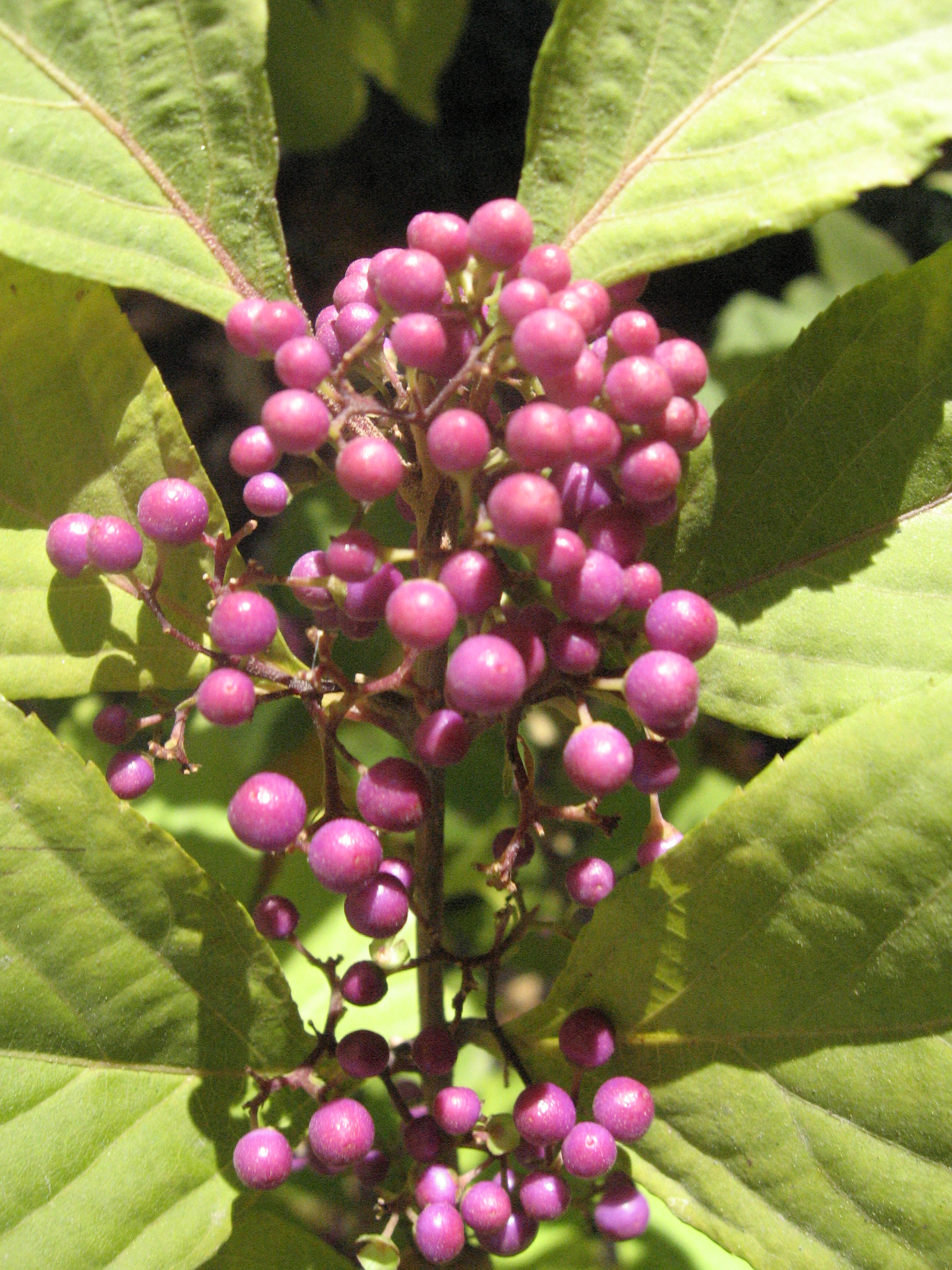
Callicarpa japonica, fruits.
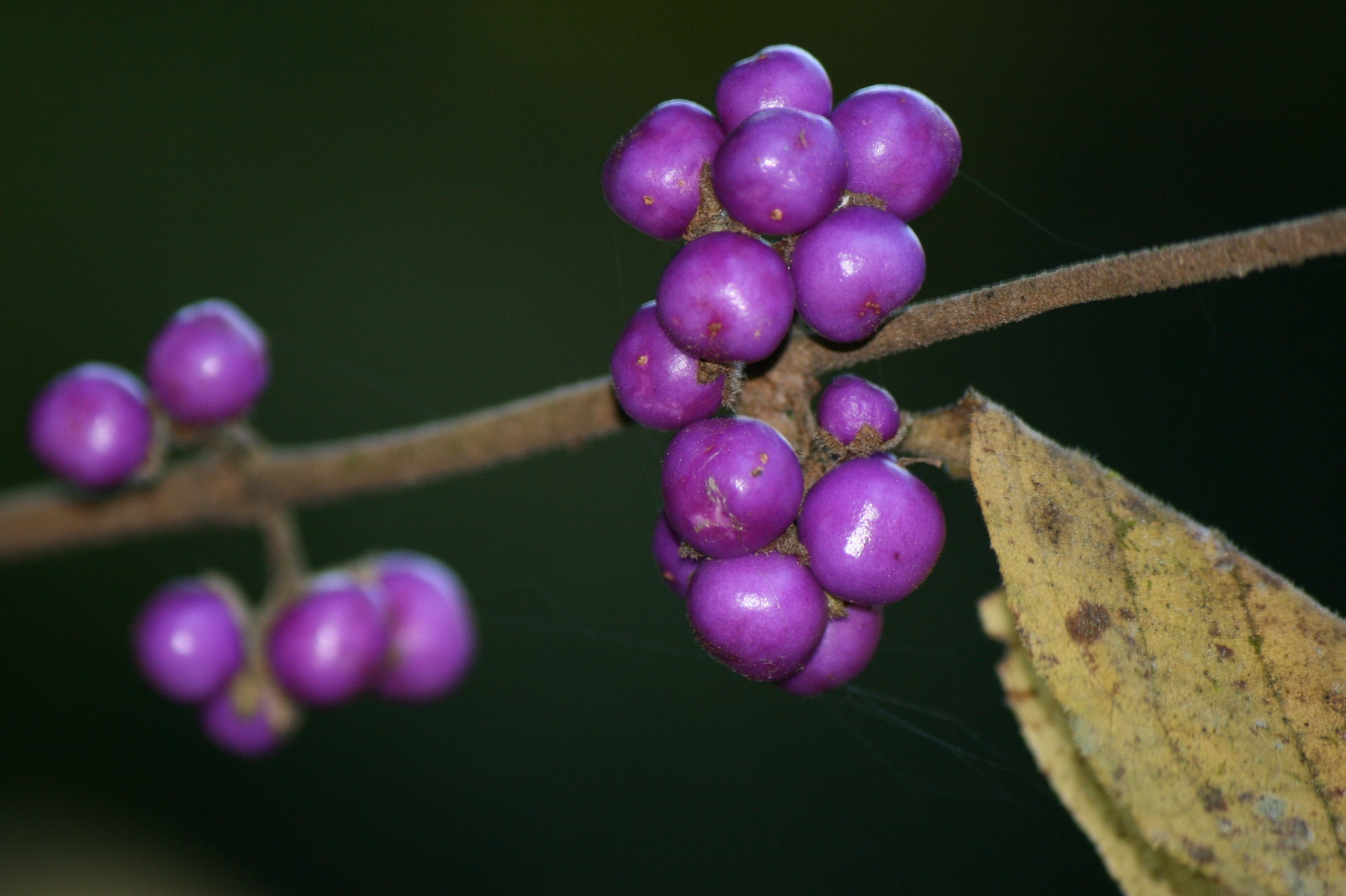
Callicarpa mollis, fruits.

## Liste d'espèces et hybrides
Selon World Checklist of Selected Plant Families (WCSP) (14 janvier 2014) :
- Callicarpa aculeolata Schauer (1847)
- Callicarpa acuminata Kunth (1818)

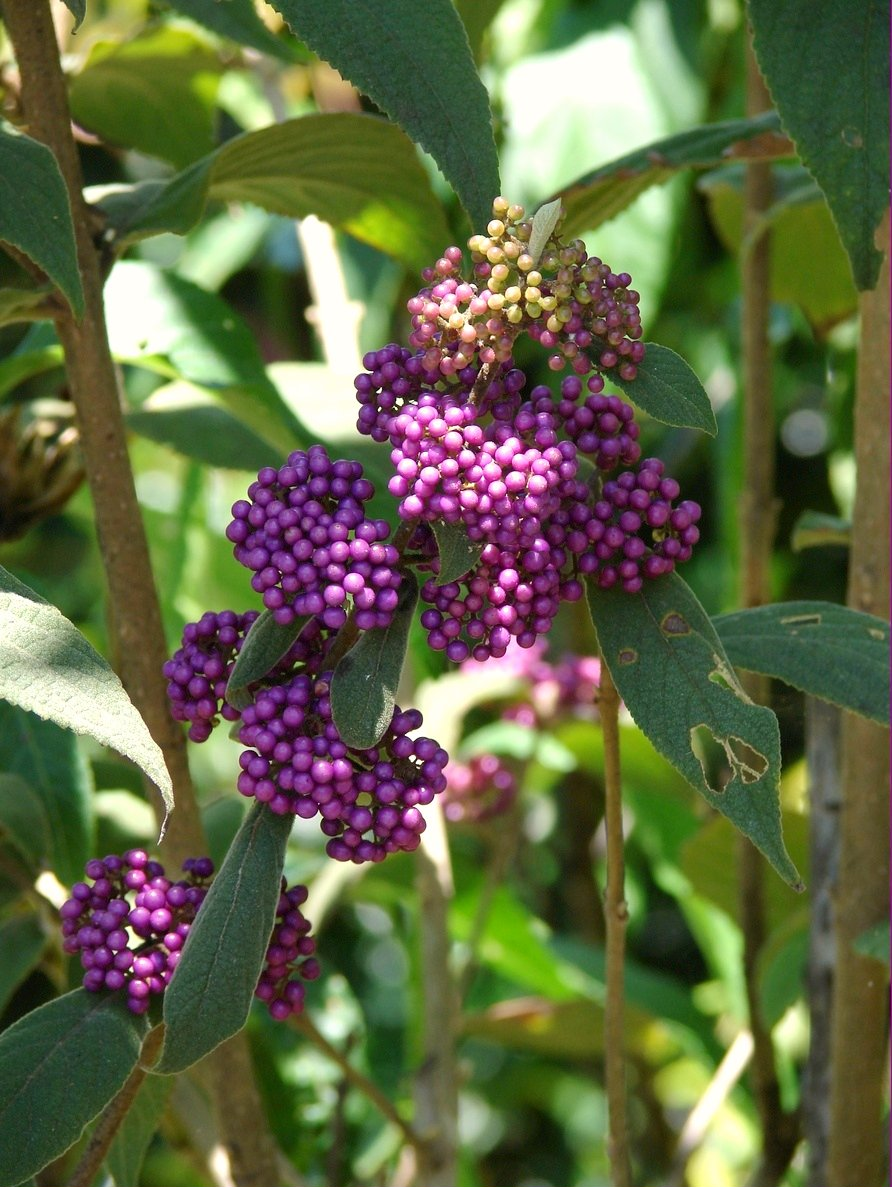
Callicarpa pedunculata

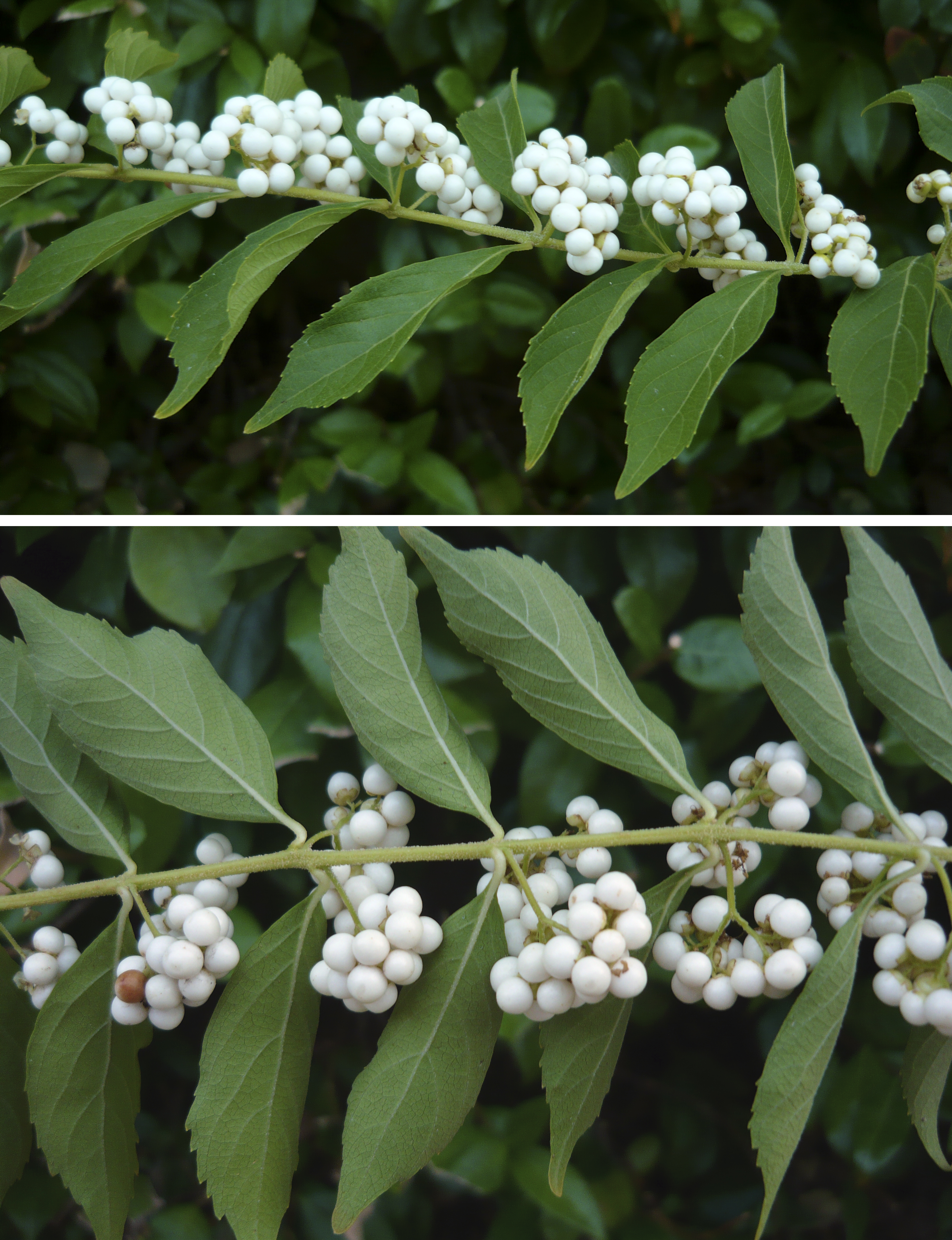
Callicarpa dichotoma albifructus

- Callicarpa acutidens Schauer (1847)
- Callicarpa acutifolia C.H.Chang (1951)
- Callicarpa albidotomentella Merr., Philipp. J. Sci. (1917)
- Callicarpa alongensis Dop (1932)
- Callicarpa americana L. (1753)
- Callicarpa ampla Schauer (1847)
- Callicarpa angusta Schauer (1847)
- Callicarpa angustifolia King & Gamble (1908)
- Callicarpa anisodonta Bramley (2012)
- Callicarpa anisophylla C.Y.Wu ex W.Z.Fang (1982)
- Callicarpa anomala (Ridl.) B.L.Burtt (1969)
- Callicarpa apoensis Elmer (1910)
- Callicarpa arborea Roxb. (1820)
- Callicarpa areolata Urb. (1924)
- Callicarpa argentii Bramley (2009)
- Callicarpa badipilosa S.Atkins (1997)
- Callicarpa barbata Ridl. (1929)
- Callicarpa basilanensis Merr., Philipp. J. Sci. (1908)
- Callicarpa basitruncata Merr. ex Moldenke (1951)
- Callicarpa baviensis Moldenke (1950)
- Callicarpa bicolor Juss. (1806)
- Callicarpa bodinieri H.Lév. (1911)
- Callicarpa bodinieroides R.H.Miao (1993)
- Callicarpa borneensis Moldenke (1953)
- Callicarpa bracteata Dop (1932)
- Callicarpa brevipes (Benth.) Hance, Ann. Sci. Nat., Bot., sér. 5 (1866)
- Callicarpa brevipetiolata Merr. (1919)
- Callicarpa brevistyla Munir (1982)
- Callicarpa bucheri Moldenke (1936)
- Callicarpa candicans (Burm.f.) Hochr. (1934)
- Callicarpa candicans f. glabriuscula (H.J.Lam) Fosberg (1980)
- Callicarpa cathayana C.H.Chang (1951)
- Callicarpa caudata Maxim. (1887)
- Callicarpa cinnamomea (Hallier f.) Govaerts (1999)
- Callicarpa collina Diels (1926)
- Callicarpa coriacea Bramley (2009)
- Callicarpa crassinervis Urb. (1912)
- Callicarpa cubensis Urb. (1908)
- Callicarpa cuneifolia Britton & P.Wilson (1920)
- Callicarpa denticulata Merr., Philipp. J. Sci. (1909)
- Callicarpa dentosa (H.T.Chang) W.Z.Fang (1982)
- Callicarpa dichotoma (Lour.) K.Koch (1872)
- Callicarpa dolichophylla Merr., Philipp. J. Sci. (1912)
- Callicarpa endertii (Moldenke) Bramley (2009)
- Callicarpa erioclona Schauer (1847)
- Callicarpa erythrosticta Merr. & Chun (1940)
- Callicarpa fasciculiflora Merr. (1920 publ. 1921)
- Callicarpa ferruginea Sw. (1788)
- Callicarpa flavida Elmer (1910)
- Callicarpa floccosa Urb. (1924)
- Callicarpa fulva A.Rich. (1850)
- Callicarpa fulvohirsuta Merr. (1917)
- Callicarpa furfuracea Ridl. (1920)
- Callicarpa gibaroana Baro & P.Herrera (1994)
- Callicarpa giraldii Hesse ex Rehder (1914)
- Callicarpa glabra Koidz. (1918)
- Callicarpa glabrifolia S.Atkins (1997)
- Callicarpa gracilipes Rehder (1916)
- Callicarpa grandiflora (Hallier f.) Govaerts (1999)
- Callicarpa grisebachii Urb. (1912)
- Callicarpa havilandii (King & Gamble) H.J.Lam (1919)
- Callicarpa heterotricha Merr. (1942)
- Callicarpa hispida (Moldenke) Bramley (2009)
- Callicarpa hitchcockii Millsp., Publ. Field Columb. Mus. (1909)
- Callicarpa homoeophylla (Hallier f.) Govaerts (1999)
- Callicarpa hungtaii C.Pei & S.L.Chen (1982)
- Callicarpa hypoleucophylla T.P.Lin & J.L.Wang, Bot. Bull. Acad. Sin., n.s. (1967)
- Callicarpa inaequalis Teijsm. & Binn. ex Bakh., Bull. Jard. Bot. Buitenzorg, sér. 3 (1921)
- Callicarpa integerrima Champ. ex Benth. (1853)
- Callicarpa involucrata Merr. (1923)
- Callicarpa japonica Thunb. (1784)
- Callicarpa kerrii Leerat. & A.J.Paton, Thai Forest Bull. (2009)
- Callicarpa kinabaluensis Bakh. & Heine (1951)
- Callicarpa kochiana Makino (1914)
- Callicarpa kwangtungensis Chun (1934)
- Callicarpa laciniata H.J.Lam (1919)
- Callicarpa lamii Hosok. (1934)
- Callicarpa lancifolia Millsp., Publ. Field Columb. Mus. (1906)
- Callicarpa leonis Moldenke (1933)
- Callicarpa lingii Merr. (1927)
- Callicarpa loboapiculata Metcalf (1932)
- Callicarpa longibracteata C.H.Chang (1951)
- Callicarpa longifolia Lam. (1785)
- Callicarpa longipes Dunn, J. Linn. Soc. (1908)
- Callicarpa longipetiolata Merr. (1904)
- Callicarpa luteopunctata C.H.Chang (1951)
- Callicarpa macrophylla Vahl (1794)
- Callicarpa madagascariensis Moldenke (1950)
- Callicarpa magnifolia Merr. (1922)
- Callicarpa maingayi King & Gamble (1908)
- Callicarpa membranacea C.H.Chang (1951)
- Callicarpa mendumiae Bramley (2012)
- Callicarpa micrantha S.Vidal (1885)
- Callicarpa moana Borhidi & O.Muñiz (1976 publ. 1977)
- Callicarpa moldenkeana A.Rajendran & P.Daniel (1993)
- Callicarpa mollis Siebold & Zucc. (1846)
- Callicarpa nipensis Britton & P.Wilson (1920)
- Callicarpa nishimurae Koidz. (1918)
- Callicarpa nudiflora Hook. & Arn. (1837)
- Callicarpa oblanceolata Urb. (1922)
- Callicarpa oligantha Merr., Philipp. J. Sci. (1918)
- Callicarpa oshimensis Hayata (1911)
- Callicarpa pachyclada Quisumb. & Merr. (1928)
- Callicarpa paloensis Elmer (1908)
- Callicarpa parvifolia Hook. & Arn. (1838)
- Callicarpa pauciflora Chun ex H.T.Chang (1951)
- Callicarpa pedunculata R.Br. (1810)
- Callicarpa peichieniana H.Ma & W.B.Yu (2011)
- Callicarpa pentandra Roxb. (1820)
- Callicarpa petelotii Dop (1932)
- Callicarpa phuluangensis Leerat. & A.J.Paton, Thai Forest Bull. (2009)
- Callicarpa pilosissima Maxim. (1887)
- Callicarpa pingshanensis C.Y.Wu ex W.Z.Fang (1982)
- Callicarpa platyphylla Merr., Philipp. J. Sci. (1918)
- Callicarpa plumosa Quisumb. & Merr. (1928)
- Callicarpa prolifera C.Y.Wu (1977)
- Callicarpa pseudorubella C.H.Chang (1951)
- Callicarpa pseudoverticillata Bramley (2012)
- Callicarpa psilocalyx C.B.Clarke (1888)
- Callicarpa pullei (H.J.Lam) Govaerts (1999)
- Callicarpa quaternifolia (Hallier f.) Govaerts (1999)
- Callicarpa ramiflora Merr., Philipp. J. Sci. (1908)
- Callicarpa randaiensis Hayata (1911)
- Callicarpa remotiflora T.P.Lin & J.L.Wang, Bot. Bull. Acad. Sin., n.s. (1967)
- Callicarpa remotiserrulata Hayata (1911)
- Callicarpa resinosa C.Wright & Moldenke (1933)
- Callicarpa reticulata Sw. (1788)
- Callicarpa revoluta Moldenke (1933)
- Callicarpa ridleyi S.Moore (1925)
- Callicarpa roigii Britton (1926)
- Callicarpa rubella Lindl. (1825)
- Callicarpa rudis S.Moore (1925)
- Callicarpa ruptofoliata R.H.Miao (1993)
- Callicarpa saccata Steenis (1967)
- Callicarpa salicifolia C.Pei & W.Z.Fang (1982)
- Callicarpa scandens (Moldenke) Govaerts (1999)
- Callicarpa selleana Urb. & Ekman (1929)
- Callicarpa shaferi Britton & P.Wilson (1920)
- Callicarpa shikokiana Makino (1904)
- Callicarpa × shirasawana Makino (1910)
- Callicarpa simondii Dop (1932)
- Callicarpa siongsaiensis Metcalf (1932)
- Callicarpa sordida Urb. (1912)
- Callicarpa stapfii Moldenke (1979)
- Callicarpa subaequalis Bramley (2009)
- Callicarpa subalbida Elmer (1908)
- Callicarpa subglandulosa Elmer (1908)
- Callicarpa subintegra Merr., Philipp. J. Sci. (1917)
- Callicarpa subpubescens Hook. & Arn. (1838)
- Callicarpa superposita Merr. (1926)
- Callicarpa surigaensis Merr., Philipp. J. Sci. (1908)
- Callicarpa takakumensis Hatus. (1949)
- Callicarpa teneriflora Bramley (2009)
- Callicarpa thozetii Munir (1982)
- Callicarpa tikusikensis Masam. (1940)
- Callicarpa tingwuensis C.H.Chang (1951)
- Callicarpa toaensis Borhidi & O.Muñiz (1976 publ. 1977)
- Callicarpa tomentosa (L.) L. (1774)
- Callicarpa × tosaensis Makino (1892)
- Callicarpa vansteenisii Moldenke (1953)
- Callicarpa vestita Wall. ex C.B.Clarke (1885)
- Callicarpa woodii Merr. (1926)
- Callicarpa wrightii Britton & P.Wilson (1920)
- Callicarpa yunnanensis W.Z.Fang (1982)

## Publication originale
- Li, B.O. & Olmstead R.G., 2017. Two new subfamilies in Lamiaceae. Phytotaxa 313(2): 222-226, DOI 10.11646/phytotaxa.313.2.9.